# Catedral de Huejutla
La catedral de Huejutla, dedicada a Cristo Rey, es una obra de la arquitectura religiosa ubicada en Huejutla en el estado de Hidalgo, México. Su estilo arquitectónico es plateresco, fachada del templo es completamente lisa, con puerta de medio punto y su bóveda es de cañón corrido; hacia el poniente lleva contrafuertes escalonados en medio de los cuales se instaló la capilla abierta, el antiguo monasterio se colocó a nivel superior y todo el conjunto a lo largo de una loma que bordea al río.
El complejo se construyó justo donde había un basamento donde se adoraba al Dios Tiozihuatl. En el año de 1541 Juan Eustaquio dirigió la construcción de la iglesia, que concluyó en 1544; y en 1545 se da su fundación. El conjunto del convento fue levantado por los agustinos hacia 1570, y para 1580 ya se encontraba terminado. La Diócesis de Huejutla fue creada por el Santo Padre Pío XI, mediante la bula “Inter Negotia” del 24 de noviembre de 1922; canónicamente fue erigida el 1 de julio de 1923, por el Obispo, José Guadalupe Ortiz, delegado para el caso.

## Historia

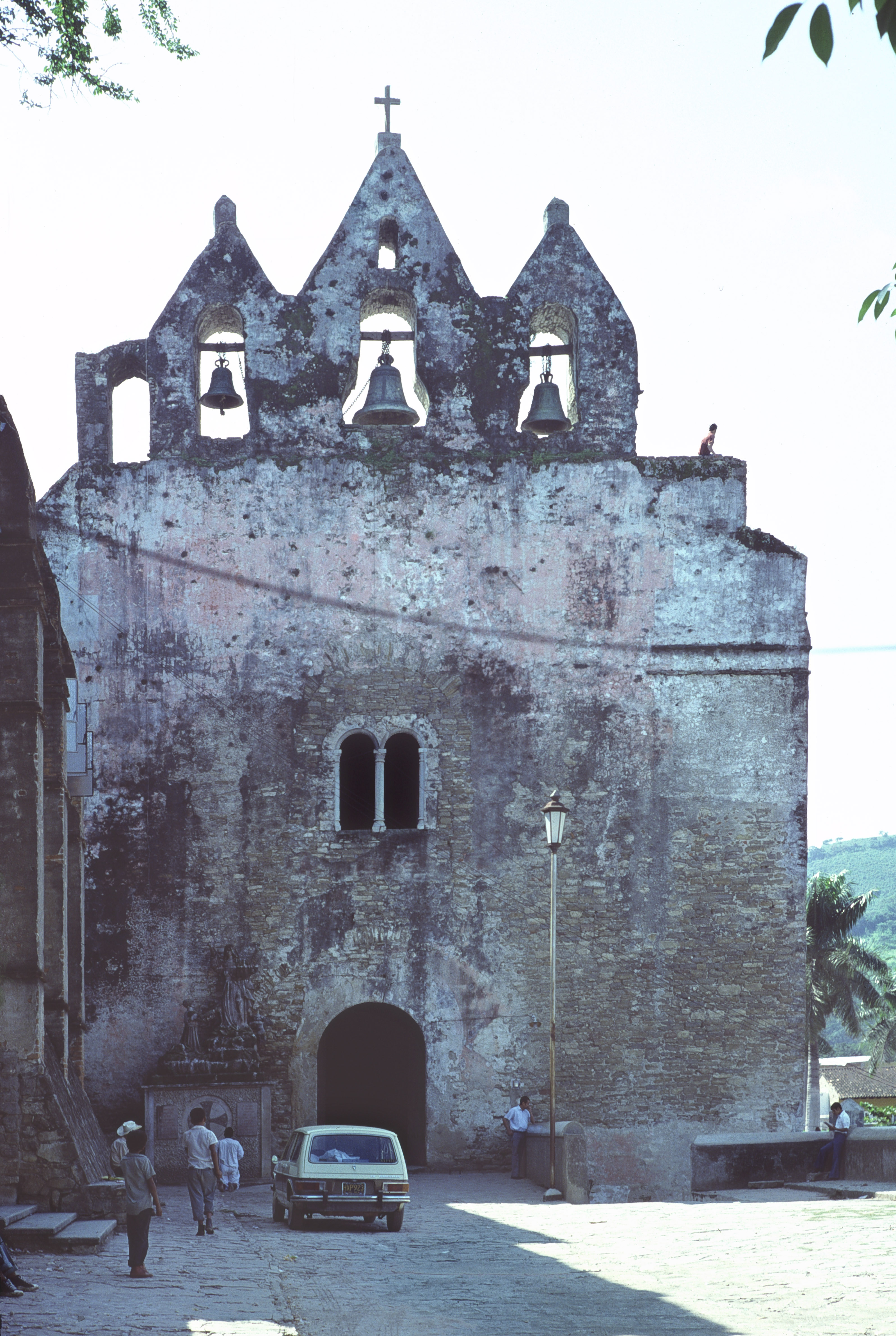
Catedral de Huejutla en octubre de 1978.

En el año de 1519 llegó a la región Huasteca, Francisco de Garay, su expedición fracasó y no lograron conquistar la región; no hay noticia de los españoles llegaran a Huejutla en este periodo. La conquista de México por Hernán Cortés, quedó consumada con la rendición de Tenochtitlán el 13 de agosto de 1521. La expedición de Garay, ocasionó grandes desórdenes y violencia, en octubre de 1522, Hernán Cortés parte hacia la Huasteca llegando hasta el norte de Veracruz. Hacia el fin del mismo año y tras 25 días de combates sangrientos, Cortés logró doblegar la resistencia y regresa a la Ciudad de México. Hay versiones que indican que Cortes paso por Huejutla, pero esto no esta corroborado históricamente.
El trabajo de evangelización en la Nueva España empezó en 1524 cuando arribaron doce franciscanos, en 1526 el mismo número de dominicos y en 1533 siete agustinos. En el estado de Hidalgo empezó cuando los franciscanos llegaron a Tepeapulco en 1527 y los agustinos legan a Atotonilco el Grande y Metztitlán en 1536. En 1536, la Orden Agustina celebró un capítulo, en el cual decidieron emprender la evangelización de los otomíes que del Valle del Mezquital; de los indígenas de la Sierra Alta y, a través de la misma, tratar de alcanzar la región Huasteca.
Al celebrarse el Capítulo General Agustino, el 23 de noviembre de 1540, sale electo provincial Fray Jorge de Ávila, se acuerda fundar un convento en la Villa de Pánuco y desde allí emprender la evangelización de la Huasteca. Ponen de prior en ese convento a Fray Juan de Estacio, su trabajo de evangelización llegan hasta Huejutla, a la que deja como visita. Los trabajo construcción de la iglesia, se realizaron con mano indígena entre los años de 1541 y 1544.
En 1545 vuelve a celebrarse Capítulo General de la orden agustina en México y sale electo provincial Fray Juan de Estacio; él decide poner frailes de asiento en Huejutla. La iglesia bajo la advocación de San Agustín, fue erigida como priorato en 1545. Ya en 1570 era prior Fray Juan de la Cruz; el conjunto del convento se empezó a construir en 1570, y para 1580 ya se encontraba terminado. En 1592 acontece en Huejutla la muerte de Fray Luis de Gómez, el que
empleó toda su vida en la predicación.
La secularización tuvo lugar el 1 de julio de 1751, bajo la advocación de la Purísima Concepción, siendo su primer cura encargado el bachiller fue Álvaro Flores Valdés. En lo que respecta al convento, después de un periodo de abandono y de hacerle algunas modificaciones sin importancia, fue rehabilitado en 1830 y utilizado como oficina parroquial. Su erección como vicaría foránea, aconteció en el año de 1835; siendo su primer beneficiado el presbítero Francisco Rodríguez y teniendo por sufragáneas las parroquias de Calnali, Huazalingo, Orizatlán, Tlanchinol y Yahualica.
Huejutla permaneció en su categoría de vicaría foránea hasta su conversión en catedral. La Diócesis de Huejutla fue creada por el Santo Padre Pío XI, mediante la bula “Inter Negotia” del 24 de noviembre de 1922; canónicamente fue erigida el 1 de julio de 1923, por el Obispo de Tamaulipas, José Guadalupe Ortiz, delegado para el caso. Se formó con 27 parroquias; veintidós parroquias de la  diócesis de Tulancingo, tres parroquias que pertenecían a la Diócesis de San Luis Potosí, y dos parroquias que pertenecían a la Diócesis de Tamaulipas.
Al crearse la Diócesis de Ciudad Valles, el 13 de mayo de 1961, se separan las tres parroquias pertenecientes al estado de San Luis Potosí. El 24 de marzo de 1963, se creó la Diócesis de Tuxpan cediendo una porción de su territorio. EL 4 de septiembre de 2000, cien personas tomaron la catedral, para exigir la presentación del presbítero Gregorio Bautista Hernández, acusado de defraudar con más de cuatro millones de pesos a casi mil quinientos socios de la caja popular creada por el sacerdote. El 25 de noviembre de 2006 empezó a formar parte de la provincia eclesiástica de la Arquidiócesis de Tulancingo.

## Arquitectura

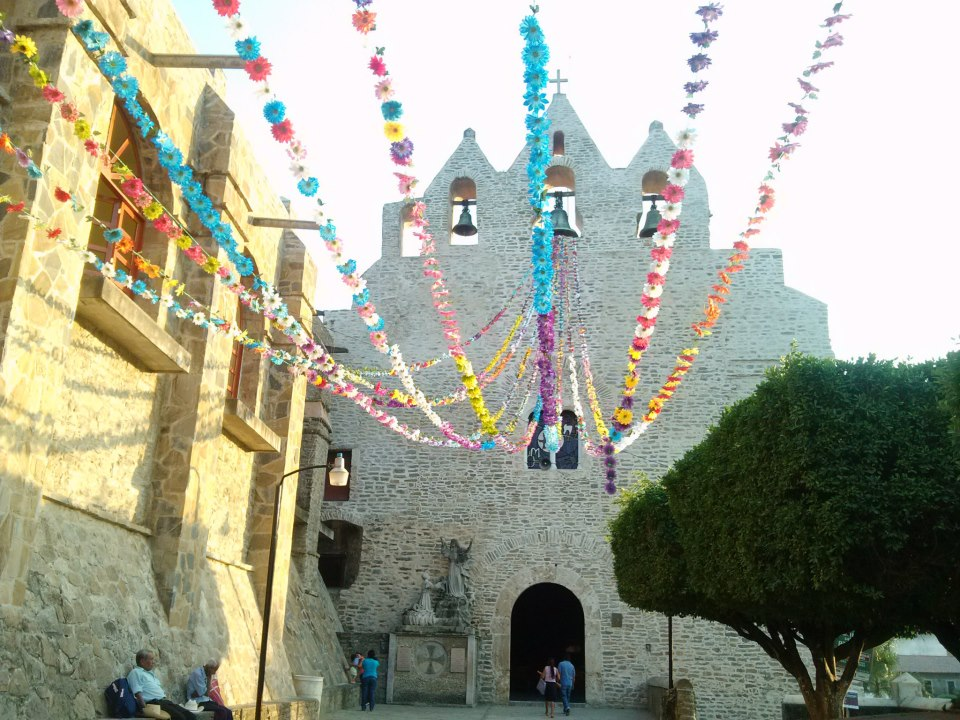
Fachada principal y atrio.

El complejo ocupa un terreno compuesto de una serie de terrazas elevadas y en la más alta se levanta el convento; las otras van descendiendo de norte a sur hasta confundirse con el nivel de la calle y la plaza principal. La extensión total, reivindicando los terrenos de
la terraza de la huerta, ocuparía una superficie de 13 177.23 m². Dos rampas y una escalinata dan acceso; la rampa principal al poniente formando el costado oriental de la plaza principal y termina frente a la fachada principal; la otra rampa también de norte a sur, por el extremo norte en la terraza más alta del convento, y por el extremo sur. La escalinata original es de dos rampas en ángulo recto, desemboca en el centro del predio y de la plaza y sube a un atrio limitado por bardas e inclinado de sur a norte en donde están las entradas a la iglesia y al convento. Se ha hecho otra escalinata, cortando perpendicularmente la rampa principal.

### Iglesia

Interior de la iglesia.

Fachada lateral-.

La Iglesia tiene un eje mayor de norte a sur, arrancan sus muros exteriores en apariencia desde el nivel de la plaza, pero su suelo corresponde al nivel más alto del atrio. La fachada lateral que da al poniente y a la Plaza Principal; tiene muros gruesos y robustos con contrafuertes. En los dos primeros contrafuertes hay un vano con arco apuntado o ojival que abarca toda la extensión de la capilla abierta, la que permitía que las ceremonias fuesen vistas por todos los que ocuparan la Plaza. Los contrafuertes son escalonados y limitan los paños del muro en que se
abren ventanas altas en medio punto; dichos contrafuertes están rematados por merlones o almenas.
En la fachada principal que da al norte, esta la puerta que tiene la forma de arco de medio punto y es completamente lisa, lo mismo que el resto de los muros. Sobre esa puerta se abre una ventana de ajimez muy sencilla, y corona el muro una espadaña con tres arcadas para las campanas, rematada por pequeños muros en hastial o piñón con una almena cada uno. Al lado de la puerta hay una escultura que representa a Pio XII orando a los pies de la Virgen de la Asunción. La humedad de la zona le ha dado una textura y tonalidad excéntricas en sus muros.
La iglesia consta de una sola nave, el techo es de bóveda de cañón seguido, y el piso de mosaico y azulejo. Dos puertas en el muro oriental de la Iglesia comunican con el bautisterio y una sacristía; y otra puerta en el muro poniente da acceso a una capilla abierta en forma de gran balcón cubierto. En el ábside  se encuentra media bóveda de crucería formada por tres nervios, el presbiterio se encuentra elevado por cinco escalones. El muro principal se encuera forrado de madera, con una escultura de la Crucifixión de Jesús.

### Convento

Fachada del convento.

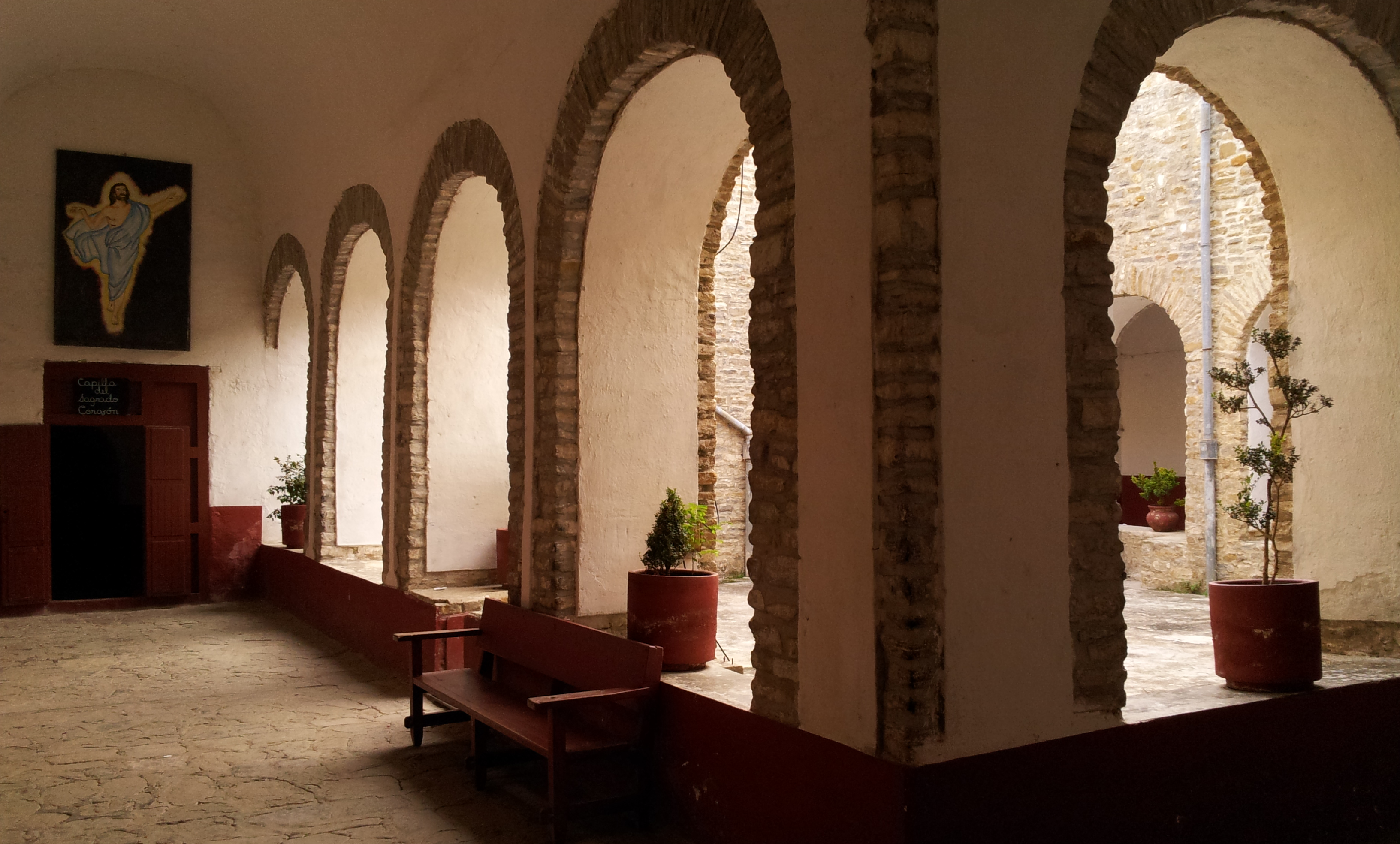
Claustro.

El convento tiene acceso por una puerta en el muro de cerca que limita el atrio inclinado por el oriente, y poco más o menos está situada al centro de ese muro. Después de esa puerta hay una rampa interior que permite llegar al nivel de la terraza más alta sobre la que está edificado. En un amplio patio, al que conduce a una rampa y, desembocan las puertas y ventanas de lo que podríamos llamar la fachada principal del convento; que está constituida por crujías que rodean al claustro formado de arcadas lisas sobre pilares de sección cuadrada y lisos también; la arcada solo esta en los lados norte, oriente y poniente. En el lado oriente, hay una gran sala de dos naves separadas por arcadas lisas.
El lado sur está formado por una sola sala que comunica con otra crujía compuesta de dos piezas y la sacristía de la iglesia; las dos primeras están al mismo nivel del resto del convento, pero la sacristía está más abajo y al nivel del presbiterio de la iglesia con el cual se comunica. El lado norte después del pórtico, hay una sola sala, y en su extremo poniente una pieza que comunica con otra que debió ser un mirador, pues teniendo su eje mayor en la dirección norte-sur. Todo el lado oriente lo ocupan tres arcadas separadas por robustos contrafuertes entre los que se forman balcones amplios que dan al atrio de la Iglesia.
La gran sala de dos naves, situada al poniente del patio, tiene su fachada oriental reforzada con grandes contrafuertes, entre los que se abren las ventanas, y esa fachada da a una terraza que por el oriente está limitada con una barda que corona el elevado candil que da al río. Las demás terrazas que se desarrollan hacia el norte de la iglesia y convento, están limitadas hacia el oriente por bardas que coronan el candil que da al río y que en gran parte están destruidas. Por el poniente por bardas que constituyen la fachada y por el norte y sur por bardas más o menos destruidas que la subdividen en tres partes a distintas alturas. Todo el edificio del Convento está techado con bóveda de cañón seguido, que arranca a la altura del techo alto de las claves en las arcadas de los pórticos o bien de las situadas en el interior y que separan las dos naves de la gran sala principal del convento.

## Mural

Mural.

En el acceso al convento se encuentra un mural de Ildefonso Maya Hernández.  En el mural se observa el origen de la vida y del cultivo del maíz; así como las creencias prehispánicas de la región.